# دانیل هویو-کوالسکی
دانیل هویو-کوالسکی (انگلیسی: Daniel Hoyo-Kowalski؛ زادهٔ ۱۲ ژوئیهٔ ۲۰۰۳) بازیکن فوتبال اهل لهستان است.
از باشگاه‌هایی که در آن بازی کرده‌است می‌توان به باشگاه فوتبال ویسوا کراکوف اشاره کرد.
وی همچنین در تیم‌های ملی فوتبال Poland national under-16 football team, Poland national under-17 football team، و Poland national under-19 football team بازی کرده‌است.